# 朝鮮民主主義人民共和國人權
朝鮮民主主義人民共和國是当今世界上人权最恶劣的国家之一，外界認為朝鮮是一個類似封建专制制度的独裁國家。

## 概觀

### 法律基礎
理論上，朝鮮民主主義人民共和國社會主義憲法第五章賦予該國人民多種自由，包括言論、新聞、示威、結社、宗教信仰、就業和旅行自由。

### 實際情況
該國公民不被允许随意表达他们的思想。唯一的广播、电视台以及通讯社朝中社，民用互联网连接被严格限制，这些大众传媒都被朝鲜法律严格的保证由該國政府管辖。政府不允許國民暢所欲言，而政府會將批評制度的民眾拘捕送往集中營勞改。该国媒體與民众被強迫公开讚譽金氏政權的“丰功伟绩”。
许多人权機構以及外國政府组织都對朝鮮異常惡劣的人权记录提出批评，包括大赦国际以及联合国，后者于2008年通过了一个关于此项议题的一个决议。而自由之家在它的2006的年国家报告中，关于該國，提到：
朝鮮是個集權、也是世上最封閉的一個獨裁國家，一切社會、經濟、政治都被國家所束縛。
這種高壓制度否定了人民一切的基本權利、以殘暴的方法迫使數以萬計的政治犯順從、以及保持絕對的外交孤立。
該國因此被「自由之家」在国民自由以及政治权利上给予最低评分，得分为“不自由”。英国《经济学人》杂志公布的每年全球各国民主指數排名中，朝鲜常年為倒數第一。
2004年，美国通過了《朝鮮人權法案》。法案對該國予以譴責，並提出美國應採取數個步驟以明顯提升該國國内的民主及自由。除法案中所稱針對日本人、美國人和韓國人的國際綁架人質問題已經得到充分解決外，朝鮮民主主義人民共和國政府堅決否認所有與侵犯人權有關的報道，並指責叛逃人員捏造事實、促使親美議程付諸討論。朝鮮政府的官方观点是該國并不存在人权问题，因为他们的社会政治制度是由人民所选择的，并且这一制度公平地服务每個人民。

### 統計
由于朝鮮奉行孤立主義政策，國內政治氣候亦極為秘密，国际组织和媒体无法进入该国进行深入的调查，内部消息又无法从民众中传出，所以统计該國的人权纪录是一件极為困难的事情。
朝鮮民主主義人民共和國政府不但对外国人进入該國设置了重重阻碍，甚至在其进入后还对其进行严密监控他们在該國的活动。人道救援人员进入該國受到相当大的监控，并且被严禁进入政府不希望他们进入的地区。由於公民不能自由離開該國，所以朝鲜人权的信息主要是從脫北者口中获取的。

## 公民自由
聯合國人權事務高級專員辦事處已經正式承認廣泛存在的侵犯人權行為在朝鮮民主主義人民共和國經常發生。以下部分直接引自專門針對發生在該國的事件作出的《聯合國人權理事会決議第2005/11號》：
|  | 酷刑和其它殘酷、非人道或有辱人格的待遇或懲罰方式，公開處決，法外拘留和任意拘留，合法訴訟程序和法制的缺失，以政治原因強加死刑，集中營大量存在並廣泛地強迫勞動； 對遭到遣返的朝鮮民主主義人民共和國公民實施制裁，如將他們的離境視為叛國並進行懲罰——拘留、酷刑、非人道或有辱人格的待遇或死刑； 無孔不入且極為嚴格地限制公民以自由的方式進行思考、評判善惡、信仰宗教、發表意見、發表言論和和平集會，並且限制每個人獲取信息，對希望在境内自由遷徙及在境外旅遊的每一個人施加限制； 持續地侵犯人權和婦女的基本自由，尤其是以賣淫或強迫婚姻為目的買賣婦女，因為種族原因強制墮胎，其方式包括施打催產針或自然分娩，並且殺害遭遣返母親的孩子，其發生地點包括警方的拘留中心及勞動訓練營。 |

逃离朝鲜的国民被称为“脱北者”，他们一般逃往中国东北，在中国境内活动的韩国公民（如传教士、教师、人权活动家）一般会帮助朝鲜难民迁入南韩。不过在2012年以前，中国当局发现他们後一般都会以“经济原因”为由强制遣返他们，而非以“难民”理由送至第三國。

### 言論自由
《朝鮮民主主義人民共和國憲法》中有保障言論和集會自由的條款。但在實際操作中，其它條款（即使违宪）優先適用，其中包括要求公民以一種社會主義的方式生活。對政府及其領導人的評論受到嚴格限制，發表作出這些議論可以成為實施逮捕及送入朝鮮“再教育”營或勞教所的原因。政府分配所有的收音機和電視機，嚴禁公民改裝它們來接收外國的廣播信號，違者將即時遭到嚴酷的懲罰，如公開處決、到集中營勞改數年，甚至終身勞役至死等。政府也不容許民眾批評金氏家族和政府制度，甚至議論領導的身高，也會被舉報。犯法者會被視為政治犯，並在未經審判的情况下關進集中營。

### 宗教自由
根据A. N. Lankov报告说，政府严格限制宗教自由，特别是禁止建立与政府无关的宗教组织。他的文章称，自20世纪60年代末以来，朝鲜整个人口被分为“核心”“动摇”和“敌对”三个阶层。根据这一分类，天主教徒、新教徒、佛教徒和儒教信徒被划入“敌对”层。Park Choyoung 在Daily NK新闻网站上发表的一篇文章中，在朝鲜的传教活动被视为间谍活动和犯罪行为。美国民主、人权和劳工局的报告指出，朝鲜不存在宗教自由。今日基督教报道了对走私圣经的人实施酷刑和处决的情况。

### 遷徙自由
儘管憲法第七十五條規定公民有居住、旅行的自由，但朝鮮公民並不能在國內自由遷徙或出國旅遊。只有高級幹部能夠擁有車輛，普通民眾難以獲得燃料和車輛。政府對公民和家庭的強制移民非常常見，例如只有核心階層有資格居住平壤，如有煽動叛亂的嫌疑或者是嫌疑人的親人，都會被要求離開平壤；在生理上或者心理上有某種殘障的居民也可能會遭到類似待遇。平壤作為「革命的首都」，也成為了外國遊客宣傳展示朝鮮形象的樣板城市。由於首都的食品和住房都遠遠優於其它城鎮和農村地方，所以擁有平壤市民的身份在朝鮮公民內部意味一定程度的榮譽。
從外地進入平壤，離開車站時都要檢查「首都通行證」，京城以外的居民，如果沒有受平壤親人之邀，幾乎不可能拿到前往首都的旅遊文件。平壤這邊的親人得先向保安人員購買有編號的證明文件，存根送到地方上的旅行批准處，申請人再去領取。火車一到平壤，警察就在月台核對名單，查看存根編號是否符合，若然不符，就必須遣返歸鄉，還有說犯規者可能被送去勞改。

### 少數族群的權利
朝鮮是世界上民族最為單一的國家之一（單一民族國家），並且至今幾乎不可以存在移民。極少數希望前往朝鮮的人當中包括一些朝鮮人的日本配偶（通常是妻子），他們在1955年到1980年代早期隨著他們的配偶從日本返回。這些日本人被迫同化，但根據報導，歸國人員中的大多數並不為朝鮮社會完全接受（少數人是例外，比如那些成為政府人員的），並且最終被邊緣化，包括進入集中營。造訪朝鮮境內的外國人都受到嚴密監視，並禁止進入特定地點，如集中營、偏遠農村和貧民窟等。
朝鲜的华侨在朝鲜有自己的组织“朝鲜华侨联合会”，并且朝鲜华侨有一定特权，可以观看外国影视或收听外国广播，一般的朝鲜人则不容许这样做。警察会经常突袭居民住所，如搜查到违禁的影视作品，就会给予严重惩罚。虽然警察也来华侨的住宅查找，但因为华侨是中国人（拥有中国国籍但在中国没户籍），就算发现有严禁查处的视频也只会警告说“不要借给别人看”而不逮捕。在2015年左右，金正恩当局对朝鲜华人的态度有了些转变，据称当时有许多华侨因为从事“间谍活动”被捕，特别是游走于中朝边境的华商。金正恩当局认为恶搞丑化当权者金正恩的美国影片《刺杀金正恩》，就多是由华人商人传播进朝鲜的。按照朝鲜的法律，华人两年不归国就自动丧失朝鲜国籍，因此已在中国定居的朝鲜华商，也会返回朝鲜居住一段时间。

### 残疾人权利
2006年3月22日，美聯社在韓國報導，從朝鮮叛逃的醫生李光哲（리광철）聲稱有生理缺陷的新生兒經常被處死並活埋。一份聯合國報告也提到，傳說殘疾人被“集中”起來送到“特殊營地” ， 即集中營區。診斷患有自閉症及其它相關疾病的人經常遭到迫害（見優生學）。朝鮮人是不能随便进出平壤的，據傳根据朝鮮劳动党政策：残疾人並不能居住在首都平壤市，在平壤市区的中区、平川区和江区等中心区絕不允许有残疾人。

### 性侵犯
雖然朝鮮國內禁止公開性交易活動，但據傳朝鮮政府強制徵選低至14歲的女孩進入所謂的“歡樂組”（기쁨組）工作，包括提供性服務。根據目前掌握的信息，尚不清楚僅成年“歡樂組”成員被選派提供性服務，還是存在兒童賣淫。“歡樂組”提供的其它服務包括按摩和半裸歌舞。她們中的許多人在25歲之後“被命令嫁給金正日的警衛或國家英雄”。
據人權觀察引述對50多名脫北者進行兩年的採訪，朝鮮婦女經常遭受性暴力、違反意願的性接觸和強姦。身居要職的男子，包括警察、獄警、高級官員、市場監管人員和衛兵，可以隨意虐待婦女，而不會因此受到起訴。違反意願的性接觸和暴力極為普遍，以至成為正常生活的一部分。

## 刑事司法

### 公開處決
2000年之後的幾年，北韓迫於國際輿論壓力減少了公開處決，2007年10月北韓恢復了公開處決。主要的遭到處決的罪犯包括被判處販毒罪和貪污罪的官員。2007年10月，一名平安南道工廠負責人因為被判定在工廠地下室安裝了13部電話撥打國際網絡線，而在一個容納了15萬人的體育場内被行刑隊当众槍決。另外一個例子是，15人因為越境進入中國被公開處決。
聯合國大會的一個專門委員會通過了一份決議草案，由50多個國家共同發起，對於朝鮮境内廣泛蔓延的侵犯人權行為，包括公開處決和集中營制度，表達“非常嚴重的關切”。朝鮮宣稱草案包含偏見，傳達了不正確的信息。雖然如此，草案仍然被提交192個成員組成的聯合國大會交付最終投票。
2012年3月27日，国际特赦组织在其出版的有关死刑的年度报告中指出：「未经核实的情报表明，2011年7月北韩当局枪决或以伪装交通事故杀害了30多名参加和指挥南北会谈的人士」。「我懷念的你」报告也表示，为巩固金正恩的接班体制，北韩国家安全保卫部在2011年监禁了200多名官员，其中的一些人已被处死。
2013年11月3日，有80名朝鲜人在7座城市，有元山市、沙里院市、咸興市遭公开处决，被处决的人大多被控观赏禁看的韩剧，小部分则是被控卖淫。
脫北者Hee Yeon Lim于2017年接受福克斯新聞采訪時說，自己親眼目睹11名樂手因被指參與製作色情視頻而公開以高射炮處決，之後坦克開上前把被打得不成人形的尸體碾壓成碎肉，行刑當日有約一萬人被叫來刑場觀看。

### 集中營制度
根據一份美國國務院的報告，集中營條件“非常惡劣嚴酷且威脅生命，並存在酷刑。有時懷孕的囚犯被強制墮胎，亦有時嬰兒在監獄中出生後即被殺死。”據稱，朝鮮政府隨意拘留、拷打、收押了數千名持有不同政見或被懷疑從事破壞活動的個人。
據報，酷刑及其它形式的虐待包括毒打，電擊，過長時間曝露於危險物質影響之下，強迫當眾裸露等侮辱行為，長達數週關押於狹小得無法站直或躺下的“緊閉室”，強迫長時間固定姿勢下跪或站立，從手腕部將人吊起、強迫起立、坐下直到虛脫，強迫剛剛遭到中国遣返的母親目睹殺死自己新生兒的過程。脫北者持續報告大量囚犯因為酷刑、疾病、飢餓、曝露於危險物質下或以上幾種因素共同作用而死亡。
在朝鲜民主主义人民共和国兴南监狱，囚犯遭受极端强迫劳动。据在兴南监狱服刑2年零8个月的文鲜明介绍，朝鲜当时强迫所有囚犯在这里强制劳动3年。据他介绍，监狱的一天从凌晨4点30分开始，每天被迫做一些危险的工作，比如往140袋大米里倒氨水。口粮每天只有两碗小饭碗和盐水萝卜青菜，如果工作不完成，口粮就减半。据说一年内一半的囚犯死在了该监狱，工厂生产的氨袋也被转移到了苏联。
申東赫（신동혁）出生在平安南道价川市的一處政治集中營，並遭囚禁22年。脫北以後，他說營中拷打和酷刑非常普遍。申報告說，他的家庭成員試圖逃離集中營後，他曾被吊在天花板上，並遭到熱木炭燒灼。
根據難民報告，官員阻礙獄中嬰兒安全生產，並命令強制墮胎，尤其在收容被中國遣返婦女的拘留所。對於安全生產下來的嬰兒，一些報告稱監獄守衛殺死嬰兒或抛棄任其死去（理由是保持朝鲜民族血脈純正）。此外，也有報告守衛對女性囚犯進行性侵。
通過勞動接受再教育，主要通過送交強迫勞動的集中營服刑，是一種常見的懲罰方式。服刑期間，囚犯需要在艱苦條件下伐木、採礦、料理莊稼或參與建設核試驗場所。再教育也包括背誦朝鮮領導人的講話。
現時，朝鲜共有至少6個已知的政治犯集中營，囚禁著大約20萬名罪犯。他們被迫從事苦工，其人權也被侵害，其中包括飢餓、毆打和性侵犯等。人權組織國際制止朝鲜反人道罪行聯盟（International Coalition to Stop Crimes Against Humanity in North Korea）估計每年約有1萬人死於集中營。美國政治學教授魯道夫·拉梅爾稱在1948年至1987年間，共有100萬人死於集中營。

## 連坐制度
北韓存在連坐制度，如果家族中有一人犯罪或嘗試脫北（不論成功與否），他家族的四代人（2014年之前為兩代人）也會受到牽連，一同到集中營受刑或遭受處決。
非政府組織、難民和新聞報道指出目前存在數種監獄、拘留所和集中營，包括強迫勞動的勞改營和為政治犯而設的政治犯集中營。脫北者聲稱集中營佔地達200平方英里（約520平方公里）。其中包括集體墳墓、兵營、作坊和其它監獄設施。
非因政治原因入獄的囚犯通常被送入教化所勞改營，囚犯在那裏被迫參與極重的體力勞動，但不會終身勞改，大多會定期獲釋。而被認為對北韓政權懷有敵意或承認犯有政治罪，例如變節的，將被長期至終身囚禁於政治犯集中營，政治犯集中營中的很多囚犯都不能存活下來。朝鮮政府則仍然否認政治犯集中營的存在。
報告指出政治集中營中的條件非常艱苦。監獄和拘留系統中到處存在有系統的對人權的嚴重侵犯。遭收容人員和囚犯持續報告暴力及酷刑的存在。據難民和消息人士表述，在一些拘留場所，囚犯得到很少或者無法得到食物，且得不到醫療救護，衞生條件很差，如果收監人拷打致死，導致死亡事件的指導員就通過簡單的賄賂開具死亡診斷書，通過捏造文件躲避處罰。原勞改營囚犯報告說，他們在囚禁期間沒有換洗衣物，且很少有機會在營區內沐浴或洗滌衣物。
北韓政府不允許任何人士包括人權觀察員檢查集中營或勞改營拘留場所。金正恩統治集團仍然表示其並未涉及上述任何一種行為。大量脫北者站出來講述國内的各種情況。北韓政府被指責設置大量政治犯集中營，關押的囚犯達到20萬人，其中包括兒童，這些兒童僅有的罪行是親人中有“階級敵人”。朝鮮難民大量報告在這些集中營中存在強迫墮胎、殺害嬰兒及嚴重飢荒。殘酷的身體虐待是常見的（拷打常常致人死亡）。
2002年，一名名叫李順玉（이순옥）的原勞動黨幹部向美國眾議院一個委員會證實她自己在朝鮮刑事制度下遭受的不幸。她報告了身體各處遭受的酷刑，包括失去八顆牙齒及面部的永久癱瘓。她同時報告自己在一處“非法法庭”受審，被判在集中營服刑13年。因為有會計背景，她所受到的處罰比別人輕得多。根據她的陳述，“我證實1987年我抵達時那裏的6000名囚犯中的大多數人因為嚴酷的監獄環境在1992年我被釋放時已經不知不覺地消失了。”她報告了無數她所處營中的無數酷刑和死刑案例，包括在入獄時殺死嬰兒和婦女未出生的孩子。
2015年，Daily NK報導稱金正恩下令嚴懲導致教化所勞改營內的拷打等導致死亡事故的人民保安員負責人，但是僅限于經濟犯、暴力犯、非法毒品參與者等，而因為觀看韓國電視劇或犯有非社會主義犯罪而收監的政治犯仍然受到毆打等加害行為。儘管2004年和2005年朝鮮修改刑事訴訟法，要求嚴格依據法律進行審問、逮捕、拘留等，采取了保護人權的措施，但政治犯集中營不受約束。

## 食物供給
韓戰結束以後以及整個1960、70年代，朝鮮國家控制的經濟依靠蘇聯的大量援助實現了工業化。由於失去了蘇聯的戰略貿易協議以及與1992年中韓建交後中朝關係的緊張，國家在經濟上非常艱難地邁入了1990年代。此外，朝鮮經歷了創紀錄的洪災（1995與1996年），1997年後的數年遭遇嚴重的旱災。這些原因，加上全國僅有18%耕地面積以及無力進口工業生產賴以維繼的物資，一場極其嚴重的飢荒使朝鮮經濟陷入動蕩。據稱飢荒造成大約60萬人死亡。
截至1999年，食品及發展援助減少了由飢荒導致的死亡。2005年春天，世界糧食計劃署報告飢荒很有可能重返北韓。另據報道，政府已經明令數百萬城市居民下鄉參與農業勞動。2005年，農業情況有所好轉，實現5.3%的增長，收穫454萬噸。在很大程度上，這是因為國際社會援助了更多的肥料。然而，世界糧食計劃署表示，這個數字相較於預計全國人口需要的600萬噸糧食仍有差距。理所當然地，北韓政府呼籲國際糧食援助以解決問題，當年12月31日仍有貨輪運載食品前往該國。同一時期，新聞報導稱北韓繼續在減少糧食配給量的同時提高糧食價格。
北韓社會依照公民的家庭和政治背景，被嚴格地分為不同階級。難民國際、無國界醫生和大赦國際等組織都曾指責朝鮮在向敵對階級發放包括食品在内的生活必需品時採取了歧視政策。在一些“封閉”地區，敵對階級成員集中居住，政府似乎盡量避免發向他們提供足夠的食物援助。北韓仍然是一個巨大的軍事機器，並支撐著其領導人金正恩的奢侈生活。在2005年底食品援助中止之前，世界糧食計劃署撥出2億美金為北韓提供緊急食品援助，較該國2004年請求的1.71億美圓有所上升。與之對應地，根據中央情報局《世界概況》，2002年其國防預算為52億美圓。

## 国际绑架
韓戰結束後的數十年間，有報導稱北韓綁架了許多國家的公民，主要是南韓人和日本人。多年以來，這些報導被認為是編造出來的陰謀論，甚至於很多對北韓政權持批評態度的評論家也這麽認為。然而，2002年9月，金正日向日本首相小泉純一郎承認，北韓“特殊機構”與1970年代末、1980年代初的日本公民綁架事件有關。他表示相關責任人已經受到處罰。五名幸存的受害人獲得許可訪問日本並決定不再回到北韓。北韓官員宣稱其他八名被綁架人員因事故或疾病死亡。日本稱據此仍有兩人下落不明，並表示朝鮮方面所稱的橫田惠骨灰並不屬於受害人。此外，依照美軍逃兵查爾斯·羅伯特·詹金斯提供的信息，北韓在1978年在澳門綁架了一名泰國婦女和兩名在大豐錶行工作的澳門本地女子。
儘管已經向小泉首相承認綁架事件，朝鮮政府繼續否認與其它綁架外國人事件有關，也拒絕為調查更多可能的綁架事件提供任何協助。然而，韓國官員聲稱南朝鮮戰爭結束以來，486名韓國人，其中大多數為漁民，遭到綁架。辯護人和家屬也曾指責政府為爭取釋放被綁架國民作得太少。

## 国际反應
部分國家（主要是西方国家）和国际組織批評朝鮮侵犯人權的行為。2005年後的每一個11月，聯合國大會第三委員會都會譴責北韓的上述行為。
美國和日本均已通過法律，並任命外交使節關注上述問題。隨後，美國在2004年10月通過了《北韓人權法案》，並於2008年再次通過該法案。它在國務院設立了專門辦公室，關注北韓人權被嚴重侵犯問題。辦公室原由特使Jay Lefkowitz和常務特使Christian Whiton運作。
2013年3月21日，联合国人权理事会47个成员国一致通过了成立北韓人权调查委员会 （Commission of Inquiry）的决议案，该调查委员会由3名委员组成，调查期限为一年。这是联合国首次成立针对北韓人权问题的机构。
2014年2月17日，北韓人权状况国际调查委员会发表了长达近400页的北韓人权报告，包含了320多名证人的公开或采访证词，不过北韓政府拒绝委员会进入北韓境内调查，也没有提供本国人权情况的信息。这是联合国首次发表关于北韓人权的综合性调查报告，报告对北韓政府提出严厉批评：“这个国家的残忍程度在现代社会是最恶劣的，其他任何国家都无法与之相提并论”。报告称朝鮮领导人利用谋杀、酷刑、奴役、性暴力、饥饿等等虐待手段巩固政权，强迫民众服从领导，北韓当局犯下反人类罪。委员会表示，金日成、金正日、金正恩祖孙三代实施的大规模肃清相当于旨在铲除特定集团的大屠杀。委员会将向国际刑事法院提请相关控诉，并向金正恩发去了警告信，称其有可能就其反人类罪行遭受审判。
2014年11月18日，联合国第三委员会第一次通过有关朝鮮人权问题的决议案，要求将朝鮮人权状况提交国际刑事法庭处理，并审判朝鮮最高领导人金正恩。
2015年6月23日，联合国下属机构“朝鲜人权实地办事处”揭牌仪式在首尔市钟路区环球中心举行，联合国人权事务高级专员扎伊德·侯赛因、韩国外交部长尹炳世、统一部长洪容杓等人出席。该办事处未来的主要任务是监测、对外宣传朝鲜的人权状况，并搜集和保存相关证据，以便日后向朝鲜政府问责、促使朝鲜改善人权状况。
2020年9月9日，聯合國人權事務高級專員駐首爾辦事處發表報告稱，包括婦女在內的朝鮮民主主義人民共和國公民的聲音正在受到遏制。 它敦促美國和韓國在與朝鮮恢復談判時提出對朝鮮侵犯人權的擔憂。